# Венгеровский, Юрий Наумович
Ю́рий Нау́мович Венгеро́вский (26 октября 1938, Харьков — 4 декабря 1998, Белгород) — советский волейболист, советский и российский волейбольный тренер, игрок сборной СССР (1962—1966). Олимпийский чемпион 1964, чемпион мира 1962, обладатель Кубка мира 1965, чемпион СССР 1963. Заслуженный мастер спорта СССР (1966).

## Биография
Выступал за команды: 1957—1962 и 1964—1972 — «Буревестник» (Харьков), 1962—1964 — ЦСКА, 1974—1976 — «Автомобилист» (Куйбышев). В составе сборной Москвы в 1963 году стал чемпионом СССР и Спартакиады народов СССР.
В 1962—1966 — игрок сборной СССР. В её составе: олимпийский чемпион 1964, чемпион мира 1962, бронзовый призёр чемпионата мира 1966, обладатель Кубка мира 1965, бронзовый призёр чемпионата Европы 1958. Победитель чемпионата дружественных армий 1962
После окончания игровой карьеры перешёл на тренерскую работу. Старший тренер команд: 1973 — СКА (Ростов-на-Дону), 1975—1976, 1982—1987 — «Технолог» (Белгород). В 1987—1989 и с 1994 — тренер белгородской команды «Аграрник»/ «Локомотив»/ «Белогорье»/ «Белогорье-Динамо», двукратного чемпиона России (1997, 1998).
В 1998 году входил в тренерский штаб мужской сборной России на чемпионате мира. 
Скончался 4 декабря 1998 года в Белгороде во время тренировки. Похоронен в Харькове, на 2-м городском кладбище на Пушкинской улице.